# Anomis argentipuncta
Anomis argentipuncta là một loài bướm đêm trong họ Erebidae.